# 南極の女性

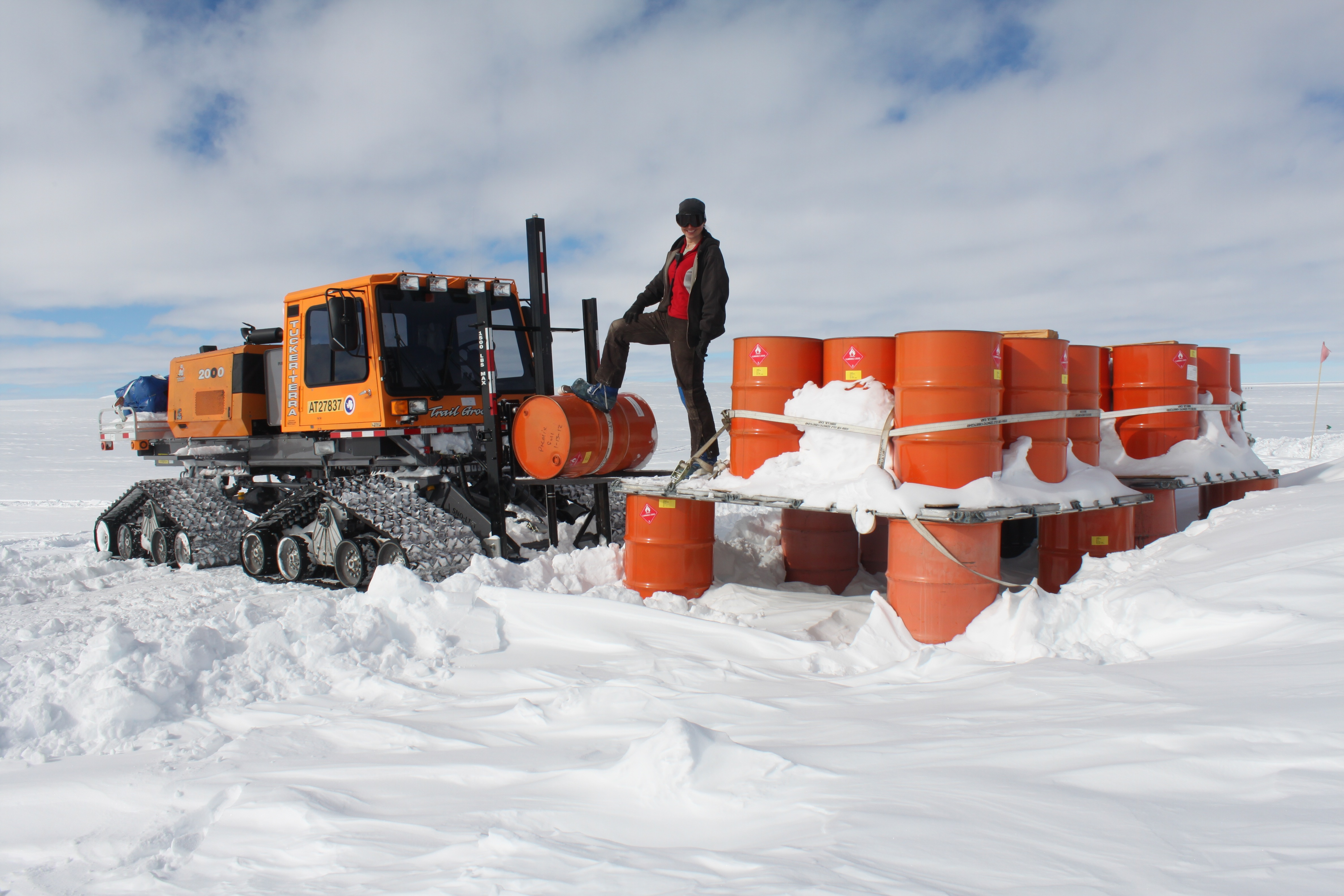
2012年に西南極氷床のディバイト・フィールド・キャンプで業務を行う女性。

南極の女性（なんきょくのじょせい）は、南極大陸並びにその周辺の地域において探検や調査などの活動を行ってきた女性である。南極周辺の地域で活動していた女性は数百年間にわたって存在していた可能性がある。マオリの口承によれば、西暦650年という早い時期にポリネシアの探検家が南極海に到達し、女性を南極の地図に刻んだという。しかし、一般的に南極における女性の最初の活動とされる場合が多いのは、1935年のキャロライン・ミケルセンによる遠征である。ミケルセンは南極の周辺の島に到達しており、初めて南極に足を踏み下ろした女性である。初期の男性の探検家、例えばリチャード・バードなどは南極大陸の地域に、ハードの妻や女性の州知事にちなんだ名前を付けた。南極大陸が探検の対象から科学的な研究の最前線へとその役割を写すのに合わせて、女性も科学に貢献するために南極大陸で活動するようになった。最初に南極大陸で活動する科学者を持つようになった国々はソビエト連邦、南アフリカ共和国、そしてアルゼンチンであった。
探検を行ったり、科学者として活動したりする他に、女性は南極での活動を支援する役割も持つようになっている。その役割としては探検家や科学者の妻、資金提供者、書籍の著者、歴史学者、学芸員、南極での活動を支援する団体やサービスの責任者などが挙げられる。初期に南極大陸で活動した女性の多くは探検家の妻であった。何人かの女性は遠くから南極に関係する活動を行った。一度も見たことのない土地についての方針をこしらえたのである。南極、または大陸そのもので大きな役割を果たすことを望んだ女性は「氷に覆われた土地についての性的な先入観を克服し、官僚による惰性を乗り越えなければならなかった」と証言している。女性が南極大陸に足を踏み入れ始めると、彼女らはすでに固定的な科学者としての地位を確立するのに必要な「探検家としての経験」を持っていた男性と同じ土俵で戦うことは難しいかもしれないことに気が付いた。南極大陸で探検や仕事を行う能力を持っている女性は、男性より選ばれる可能性が低かった。これは、1995年にジェーン・モセリンの研究により南極の環境には男性より女性の方がうまく対処しやすいという結果が示されて以降も変わらなかった。

## 女性の参加に対する歴史的な障壁

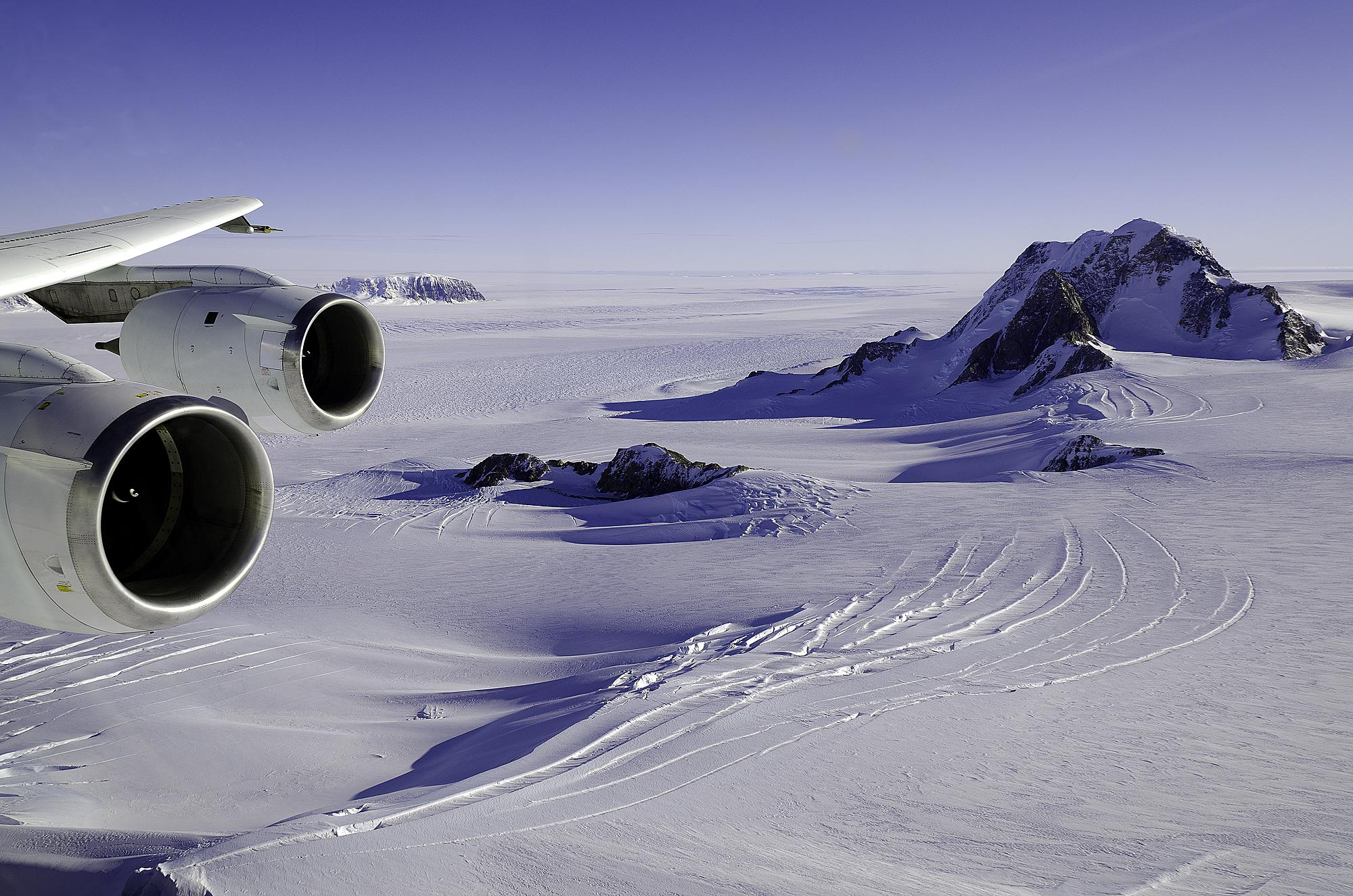
マリーバードランドという名称は1929年に海軍少将のリチャード・バードの妻の名前を取って命名されたものである。

多くの南極に関する方針や慣習、例えば南極に関する団体の組織構成や設立に関する規定などは当初、男性の手により作られたものである。女性は当初、初期の南極探検からは除外されていた。これは、女性が南極の過酷な気温に対応したり、南極で起きうる危機的な状況に対処することはできないであろうという意見に基づくものであった。1960年代にイギリス南極研究所で担当者を務めていた探検家のヴィヴィアン・フックスは、女性は重い観測機器を運ぶことができないために、南極の施設は女性に対応することができないと考えていた。アメリカ合衆国は長年にわたって、南極の気候は女性にとってはあまりにも過酷すぎると考えていた。
南極大陸は多くの男性によって、男性が征服者の英雄としての自分を想像することのできる場所として見られていた。西洋文化においては、フロンティアとなる地域は男らしさと結びつけられることが多かった。南極大陸そのものも、多くの男性の探検家によって「処女である女性」や「怪物のような女性の体」として考えられ、南極を男性が征服する口実とされた 。女性は「地名を命名したり、南極を侵略したり、後には南極で子供を産んだりさえするという文脈で呼び出される」ことが多かったという。女性を南極への侵略に使うという発想は、恐らくアルゼンチンとチリが妊娠中の女性を南極に行かせ、そこで出産をさせることによって、南極における国家の領有権主張の根拠として用いるというものが最も文字通りのものであったと考えられる。実際に、南極大陸で初めて出産を行った女性は1978年1月7日にアルゼンチンのエスペランサ基地で体重3.4 kg (7 lb 8 oz)のエミリオ・パルマを出産したシルヴィア・モーレラ・デ・パルマとなった。
男性たちは南極で女性から解放された空間を満喫していた。そのことは1940年代後半には「第二次世界大戦中に彼らが楽しんだ男性どうしの親交や冒険を、探検家たちは南極で続けることが許された」と表現された。1958年に南極について書かれたあるニュース記事では、その著者は南極における幻惑について描写している。それによると、「女性のいない大陸で、幻惑の目的は男性の目を惹こうとしている金髪の女性の目を釘付けにすることではなく、探検家たちが南極で遭難死し『凍ったゴミ』のようになってしまったという出来事に興味のある人を惹きつけることであった」とのことである。しかし、南極大陸において男性の占める位置はその後変化を経験してきた。1980年代には、オーストラリアの国家としての「重要度が高い」遺産のある場所としての南極大陸・ウェッデル海沿岸の小屋の「システィーナの天井」を記憶するための試みが男性によって行われた。「システィーナの天井」は1970年代から1980年代にかけての92人の異なるピンナップガールの女性の写真で単純に埋め尽くされることとなった。これは「男性専用のクラブ」を表出した。参加者たちは女性が「ホモソーシャルの中で行われる業務や遊興の環境」を甘やかすだろうと考えていた。1983年には、アメリカ合衆国カリフォルニア州サンバーナーディーノ郡の地方紙『サンバーナーディーノー・サン』が南極についての記事を書き、南極に関して「いまだに最後のマッチョの砦の一つであり、そこでは男性は男性のままであるが、女性は余計な存在になってしまう」と主張した。科学者の一人で、1957年から南極大陸に向かう予定であったライル・マックギニスは「男性は決して不満を口にしない」と述べたが、マックギニスは女性は不満を口にし、「快適な環境」を求めるものであると考えていた。もっとも、全ての男性がそのように考えていたわけではない。他の男性は、女性の存在によって南極での生活は向上すると感じており、ある男性の技術者は、女性が周囲にいなければ「男性はブタになる」と主張していた。社会学者のチャールズ・モスコスは、集団により多くの女性が参加するにつれて、他人への敵意が減少し、「より多くの市民の文化が発展する」と主張した。
南極で行われる業務の多くは自然科学に関係するものであるが、女性にとっての障壁はそこにも存在した。女性が自然科学に関係する業務に携わろうとすると、何故自然科学の分野に女性がわずかしかいないのを説明する言い訳として、生物学的決定論、進化心理学、神経科学に関する大衆的な言及が用いられてきた。これらの主張はいかに「女性は科学が発展してきた土壌や、実験室における競争的な環境に適応することが困難である」かを描写するものである。また、何人かの女性は南極での業務に携わることなど「ほんの軽い冗談」であると感じていること、そして、男性たちが自身を能力の低い人間だと感じていることを描写した。
南極での探検や科学的な調査のための設備は、国家の海軍によって用意されることがしばしばあったが、海軍は多くの場合、その軍艦に女性を乗せることを望んでいなかった。アメリカ海軍は女性を排除するための言い訳として、「衛生用品があまりにも原初的な状態のままであるためである」という言明を使用していた。アメリカ海軍はまた、南極大陸について「男性専用の砦」であると見做していた。1956年に海軍大将のジョージ・J・デュフェクは「私の死体の上で女性は南極のアメリカの調査団に参加することになるだろう」と述べていた。デュフェクはまた、南極大陸に女性がいることは「英雄や辺境開拓者としての男性の思い違いを打破することになるであろう」とも述べていた。軍隊のグループも、南極で性的な非行が発生することを不安に感じていた。
その後、女性が南極の探検隊や調査団の一部として加わろうと試みるようになったが、変化は遅かった。1974年にシカゴの新聞である『デイリーヘラルド』は「南極大陸への女性の決定的な一歩」を統合するものとして、「南極大陸についに女性がやって来る」と描写した。この記事では、南極大陸にいる顧客たちとキャロライン・ミケルセンの「上品な足」を喜ばせるような方法で、女性の芳香を放つ笑顔を描写した。しかし、やがては「女性の南極の研究者の存在感と影響の両方が急速に増大した」という。

## 初期に南極を訪れた女性

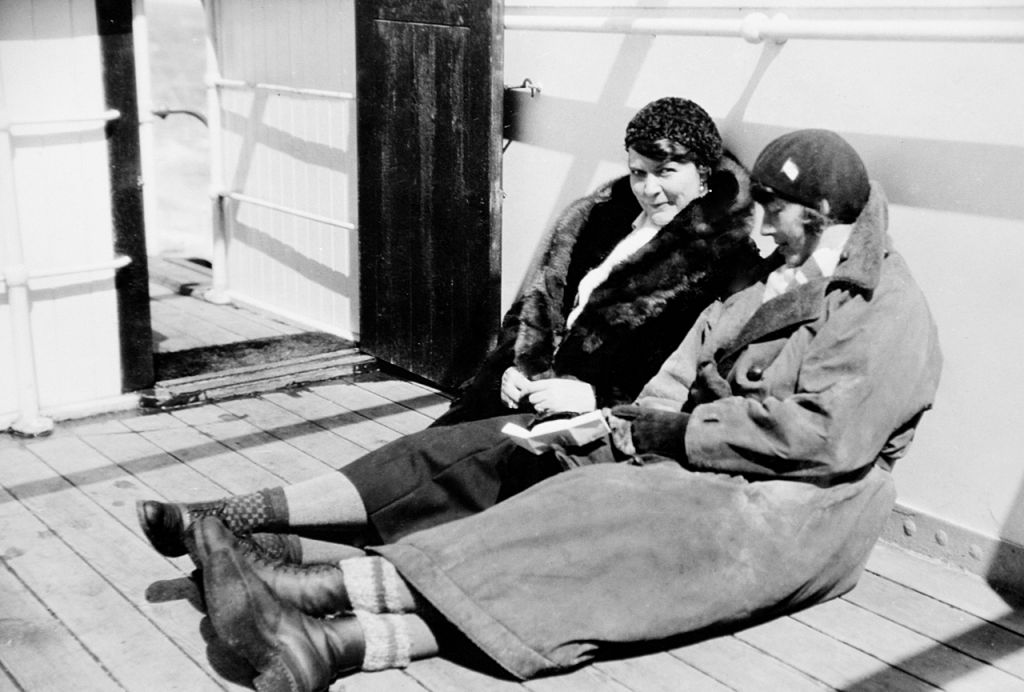
1931年の航海中に撮影されたイングリッド・クリステンセン（左）とマシルド・ウェッガー（右）

オセアニアに残る口伝によれば、ウイ・テ・ランギオラが西暦650年ごろに南極地域に航海した際と、テ・アラ・タンガ・ヌクが西暦1000年前後に同じく南極地域に航海した際に、男性の探検家と同様に女性の探検家も同席していた可能性があったという。しかし、これらの記録はまだ確認されていない。南極地域を初めて訪れた女性はルイーズ・セガンで、1773年にイヴ・ジョゼフ・ド・ケルゲレン・ド・トレマレックと共に「ローランド」なる土地を旅した。
南極大陸に遺体が残っている最も古い人物は、1819年から1825年の間にサウス・シェトランド諸島のリヴィングストン島にあるヤマナ海岸に頭蓋骨が漂着した南米最南端フエゴ諸島の先住民族、ヤーガン族に属する若い女性である。遺体が残っていることは1985年にチリ南極研究所によって発見された。
20世紀初頭には、一部の女性が南極大陸に向かうことに興味を示すようになった。1914年にアーネスト・シャクルトンが自身の南極探検を宣伝した際には3人の女性がシャクルトンに手紙を書き、探検に参加したい旨を申し出たが、3人とも最後まで探検隊の一員になることはできなかった。1919年には、複数の新聞が、南極大陸に行きたいと考えている女性たちを取り上げ、「数人の女性が参加について気掛かりに思っていたが、彼女らの申し出は拒否された」と書いた。後の1929年には25人の女性たちがイギリス・オーストラリア・ニュージーランド南極調査探検隊(BANZARE)に応募したが、これも全員が拒絶されている。1937年には民間が出資するイギリスの南極探検計画が立ち上がり、1300人の女性が参加を希望して応募したが、1300人の誰も受け入れられることはなかった。しかも、その3年後には第二次世界大戦の勃発の影響により、南極探検の計画自体が中止されることとなった。
夫が探検に出かけている間残された、探検家の妻であった女性たちは「何年も続く孤独と不安」に耐えなければならなかったという。キャスリーン・スコットのように、夫（キャスリーンの場合はロバート・スコット）の探検のために出資した女性もいた。
最初に南極大陸の探検に関与した女性は男性の旅行家や探検家の妻または仲間であった。南極海において、女性は男性に「捕鯨の妻」として同伴することになった。南極大陸の本土を目の当たりにした最初の女性はノルウェー人のイングリッド・クリステンセンと、クリステンセンの仲間であったマシルド・ウェッガーであった。2人とも、クリステンセンの夫と共に船に乗っていた。南極大陸に近接する島に初めて上陸した女性はキャロライン・ミケルセンであり、1935年の出来事であった。ミケルセンは岸辺から島に上陸してほんの少し歩いただけであった。ミケルセンの夫も同行していた。後にミケルセンの夫が死去すると、ミケルセンは再婚したが、自身の南極大陸での経験について新しい夫に話すことはなかった。これは、「夫の感情を揺さぶらないようにするため」であったとミケルセンは述べている。一方でクリステンセンは最初に南極大陸に上陸して以降、3回にわたって南極大陸に戻ることとなった。クリステンセンはやがてスカリン岩に上陸し、南極大陸の本土に足を踏み下ろした最初の女性となった。クリステンセンの後に続いたのは娘のアウグスタ・ソフィエ・クリステンセンと他の2名の女性、リレモール・ラクリューとソルヴェイグ・ヴィデローであった。彼女らは自身の上陸が本当に女性で初めてだとは思っていなかったので、彼女らはそれほどの達成感を感じることはなかったという。
1946年から1947年にかけて、ジャッキー・ロンネとジェニー・ダーリントンは1年間を南極大陸で過ごした最初の女性となった。ロンネとダーリントンが1946年に南極大陸に行く夫に同行することを決めた時、探検に参加していた男性は「ロンネとダーリントンが南極大陸に行くことを阻止することを試みることを嘆願する書類」への署名を行ったという。結局、ロンネは探検ミッションの「記録係」を務めることとなった。ロンネとダーリントンの2人とも、自身の氷上での経験について書くことになった。ダーリントンの書籍の場合には、「どのようにして、チームのメンバーの間の対立が2人の女性の間の関係をも緊張させたのか」について触れられている。ダーリントンが同じグループにいる男性との間で仲良くやっていくために試した方法の一つは、「できるだけ自分がグループの中で目立たないようにすること」であったという。ダーリントンが南極の基地に到着するところを最初に見た一人の男性は、怖くなってしまい逃げて行ったので、彼は精神に異常をきたしたのではないかと思われたという。女性は2人とも、南極大陸から帰る途中で自身の役割を低くされ、「自分の夫に名誉のほとんどを持っていかれたのではないか」と考えたという。
1948年、イギリスの外交官であったマーガレット・ジョーン・アンスティーはフォークランド諸島での調査に参加し、調査プログラムの方針策定にも協力した。

## 更なる南極の探検と科学

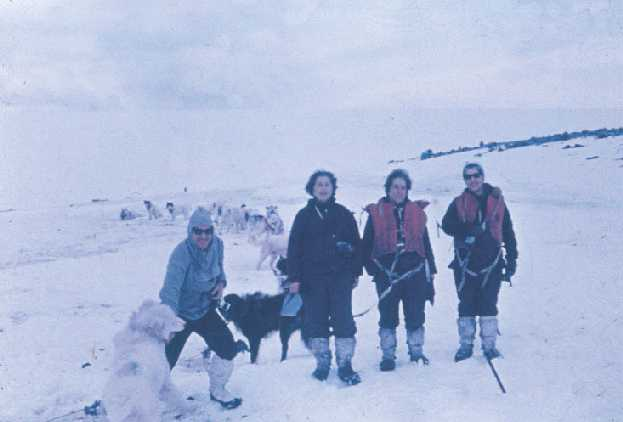
1968年、エスペランサ基地において調査に参加するイレーネ・ベルナスコーニら

女性の科学者はまず、船から南極の調査を行うようになった。そのようにした最初の女性の科学者はソビエト連邦のマリア・クレノヴァであり、1955年から1956年にかけて調査船「オブ」号と「レナ」号に乗り込み、南極大陸の沿岸のすぐ沖合で調査を実施した。クレノヴァの調査は、最初の南極の地図帳を作成するために役に立った。1963年以降に南極大陸に向かったソビエト連邦の船では、必ず女性が乗船し何らかの業務を担うようになった。最初にアメリカ合衆国の南極基地を訪問した女性と、最初に南極大陸に飛行機で行った女性はどちらも、パンアメリカン航空の客室乗務員であったパトリシア・ヘピンストールとルース・ケリーであった。2人は1957年10月15日にマクマード基地に行き、そこの地上で4時間過ごした。
女性の南極への訪問はしばしば、公式な方法を取った場合と非公式の方法を取った場合とに分けて考えなければならないことがある。南極大陸を訪問した最初の女性の科学者としての初期の候補の1人に、地質学者のドーン・ロドリーがおり、ロドリーは探検のスポンサーとなったコリン・ブルだけではなく、男性のチームメンバーの妻にも認められている。ロドレーは1958年に南極大陸に行こうとしたが、当時ディープフリーズ作戦を実施していたアメリカ海軍はロドレーを南極大陸に連れて行くことを拒否した。
アメリカ海軍は、女性の4人組を南極に送ることであれば受け入れられると判断した。これを受けブルはルイス・ジョーンズ、ケイ・リンドセイ、アイリーン・マックザブネ、テリー・ティックヒルの4人を含むチームの編成を始めた。彼女ら4人は女性として初めて南極点に到達した際のグループのメンバーであった。ジョーンズのチームは主にライト谷で作業に当たった。彼女らが帰国した後、ブルは自分の何人かの男性の友達が女性が加わったことに怒っており、彼女らを「裏切り者」とさえ呼んでいることに気づいた。その後、1969年には史上初となるメンバーの全員が女性であるアメリカ合衆国の南極調査団がジョーンズによって編成された。彼女のチームは最初に南極点に足を下ろした女性を含んでいたために、海軍によって「パレーデッド・アラウンド」と「パウダーパフ・エクスプローラーズ」と題された宣伝行為を行う任務を任された。1970年になってアメリカ合衆国の女性で、最初に南極大陸の内陸部に足を踏み入れたのは技術者のアイリーン・カーズウェル・ピーデンであったが、ピーデンも南極大陸で業務に携わるにあたっては様々な障壁に直面することとなった。ピーデンは「海岸に行ってしまった女性についての伝説はどのようにして作られてしまったのか、それが問題であり続けている」と描写した。そのため、ピーデンは1年以内に自身の作品を出版せず、そのことで自身が「激しい批判に遭った」と綴られている。海軍にいる男性で、ピーデンが南極に行くことを認めてくれた係員は「自身の足をすくわれている」と述べた。それには、南極には利用可能な女性用の浴室がなく、しかも他の女性の構成員の同伴なしでは外出することを許されなかったであろうことが原因として挙げられている。南極への交通機関を担当した提督は、ピーデンは自分の調査のためというよりは、冒険をするためか、自身の夫を捜索するために南極に行こうとしていたのではないかと示唆した。ピーデンにはこの他にも、南極大陸において第一に必要な装備の供給を受けられないなど妨げとなる条件が数多くあったのにもかかわらず、ピーデンの南極大陸での調査は成功裏に終わった。

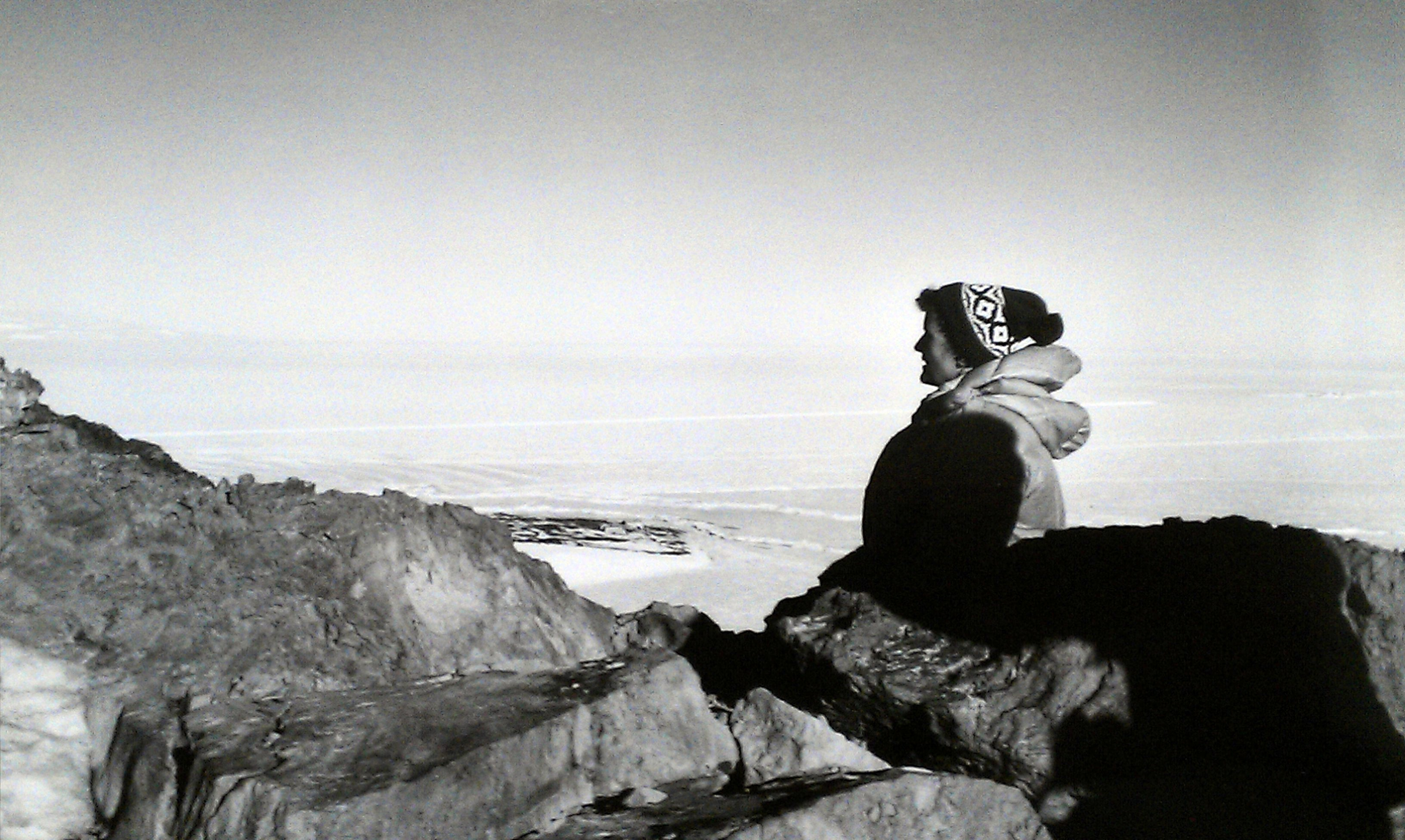
1978年または1979年に南極大陸で撮影されたアーシュラ・B・マーヴィン

アメリカ合衆国の南極観測基地で最初に越冬したアメリカ人の女性2人のうちの1人は1974年にマクマード基地で越冬した基地の科学指導者で主任科学者のメアリー・アリス・マクウィニーであった。同伴していたのは修道女であり生物学者でもあったメアリー・オディール・カフーンであった。アメリカ合衆国の女性は1978年になってもなお、男性向けにデザインされた設備や極寒地用の防寒着を使用しなければならなかった。しかし、当局は「問題は速やかに解決されているところである」と主張していた。1986年にはアメリカ人のアン・ピープルズがバーグ・フィールド・センターの理事に就任し、女性として初めて「重要なリーダーシップを執る」役割を担うようになった。
イギリス人の女性もアメリカ人の女性と似たような問題を抱えていた。1959年から1973年までイギリス南極研究所の長官を務めていたヴィヴィアン・フックスは、「南極での活動に女性が参加することにより、調査隊の調和が乱れると同時に、南極の基地での科学調査の生産性が低下する可能性がある」と主張して譲らなかった。イギリスの女性の科学者たちは南極大陸を訪れることを許される前に、イギリス南極研究所の一員としてコレクションを集める業務などに従事していた。そのため、イギリス南極研究所に申し込んだ女性は失望した。1960年代にイギリス南極研究所から応募者の女性に送られた手紙には、「女性は南極大陸を気に入らないでしょう。なぜなら、南極には商店も美容院もないのですから」などと書かれていた。しかし、1983年にはジャネット・トムソンが南極大陸に行った最初のイギリス南極研究所に所属する女性となった。トムソンは女性の南極への訪問の禁止を「非常に不適切な隔離」であったと表現していた。ただし、女性が南極にあるイギリスの基地や備蓄庫を使用することを禁止する規定は1987年まで有効のままであった。イギリス人の女性が初めて南極で越冬するのは1996年のハレー基地まで待たなければならないが、これはイギリスの南極観測基地が初めて開設されてから40年後のことであった。
アルゼンチンは1968年に生物学者のイレーネ・ベルナスコーニ、細菌学者のマリア・アデラ・カリア、生物学者のエレナ・マルティネス・フォンテス、藻類学者のカルメン・プハルスの4人の女性科学者を南極大陸に送った。彼女らは研究のために結成された、南極大陸で初めてとなる女性科学者のグループのメンバーとなった 。ベルナスコーニは南極への探検を率いた女性としては史上初めてとなった。ベルナスコーニは当時すでに72歳であった。後ほど、1978年に、アルゼンチンは妊娠中の女性であるシルヴィア・モーレラ・デ・パルマを南極大陸のエスペランサ基地に送り、出産を行わせた。これは、生まれた子供をアルゼンチンの南極への領有権の主張を強化するのに用いるためであった。
オーストラリアはかなり以前に、南極への旅行の門戸を女性にまで広げている。その最初となったのは1976年にケイシー基地で最初にタイピストとして働いたエリザベス・チップマンであり、1984年までにケイシー基地にやって来た全ての女性についての記録を行った。チップマンはそれまでに南極大陸に行ったことがあるか、その近くを通ったことがある全ての女性の名前を見つける業務に従事し、その後二つ折り用紙でできた箱19箱に自分の研究成果を収め、オーストラリア国立図書館に寄付した。

## 確実な地位を築く女性

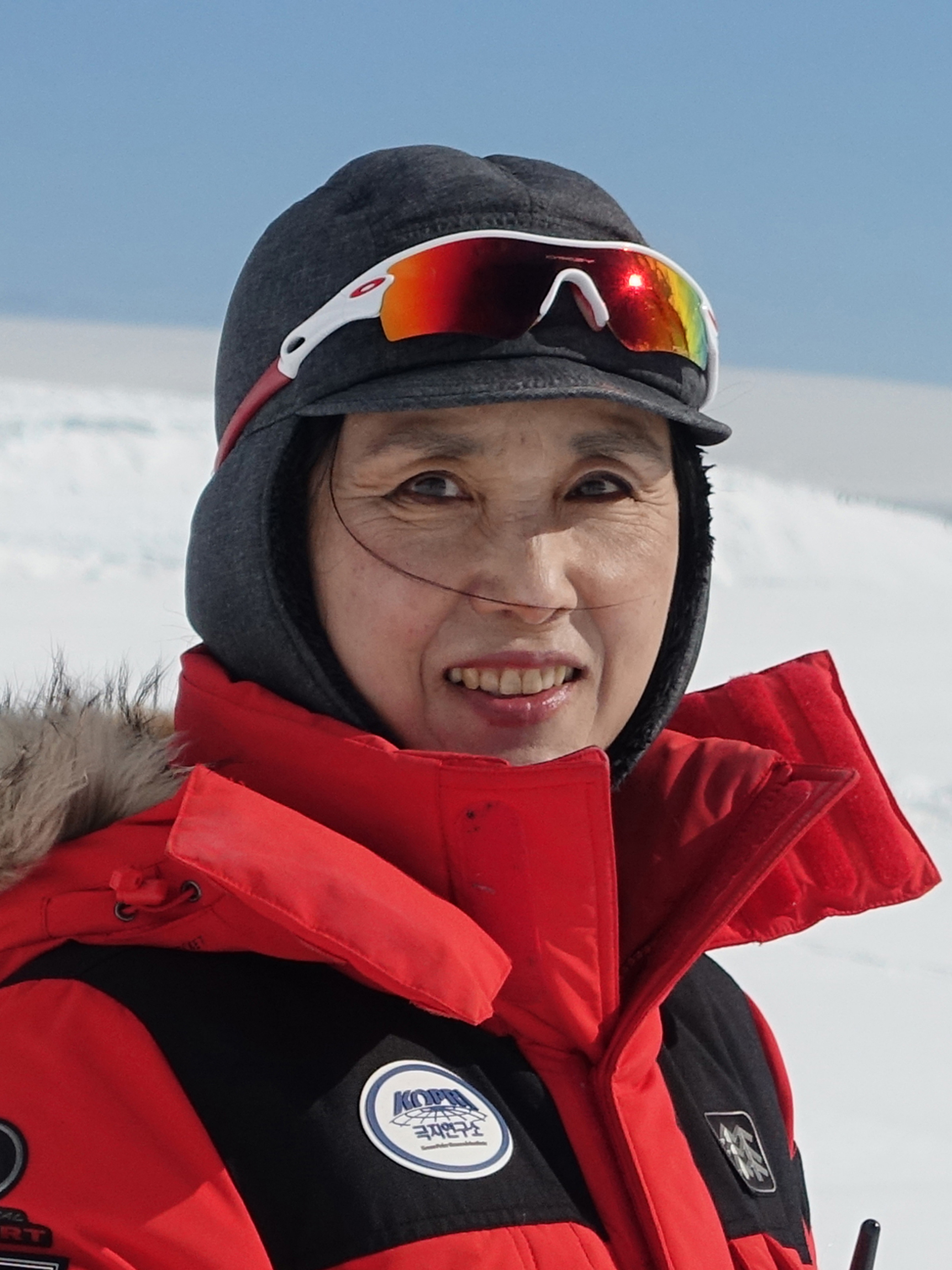
2015年、韓国の世宗基地に滞在した安仁英

1978年にアメリカ国立科学財団(NSF)は長期計画の策定を開始した。これは、基地に対し滞在する人間のうち25%以上を女性で構成することを目標とするよう求めるものであった。1979年から1980年にかけてのシーズンに南極大陸に滞在していた女性はわずか43人であった。1981年までには、南極大陸に滞在している10人の男性につき1人近くの割合で女性が滞在しているようになった。しかし、1983年にはこの比率は20人の男性につき女性が1人にまで低下した。1980年代には、オゾン層についての南極でのスーザン・ソロモンの調査により、「オゾンホール」という言葉が生まれ、それによって彼女は名声と称賛を獲得することになった。
スペインでは、1984年にジュゼフィーナ・カステルビが観測隊員のコーディネートを助け、自身もスペインの南極遠征に参加した。その後、1988年にスペインの南極観測基地が完成すると、カステルビは基地長のアントニ・バエステルが脳卒中を起こした際に代役を任されることとなった。
南極大陸で初めて基地長を務めた女性は1989年にモーソン基地で基地長を務めたオーストラリア人のダイアナ・パターソンであった。アメリカ合衆国の南極観測基地で基地長を任された最初の女性はアメリカ海軍の土木工兵隊であったトリナ・ボールドウィンである。全員が女性で構成された初めての越冬隊は1990年から1991年にかけての冬にノイマイヤーII基地で越冬したドイツの越冬隊である。その中には、ドイツ人の女性として初めて南極で基地長や医師を務めたモニカ・パスケッペライトも含まれていた。1991年には安仁英が世宗基地で基地長を務めた。アジア人の女性が南極で基地長を務めるのは初めてのことであり、大韓民国の女性が南極大陸に足を踏み入れるのも初めてのことであった。
1990年から1991年にかけてのシーズン中には、およそ180人の女性が南極大陸にいた。1992年までには、いくつかの異なる国を出身とする女性が常に越冬隊のチームのメンバーとして所属しているようになった。1993年には史上初めて、メンバーの全員が女性の探検隊が南極点に到達した。1995年には、南極大陸で初めて基地長を務めた女性であるダイアナ・パターソンが南極の変化を目の当たりにした。彼女は過去に見られた多くの女性差別的な観点はすでに消え去っており、女性は女性であるという事実によってではなく、女性がどのようにして自分の業務をこなしたかという観点によって評価されるようになったと感じた。
1994年の南極の冬の間、通年運営されているアメリカの3つの基地全てで、女性が基地長を務めた。アムンゼン・スコット基地ではジャネット・フィリップスが、マクマード基地ではカレン・シュヴァルが、パーマー基地ではアン・ピープルズが基地長を務めた。
社会科学者のロビン・バーンズは、1995年から1996年にかけてのシーズンに南極大陸で社会的な構造についての研究を行った。バーンズは、過去の多くの女性が南極では苦労していたのに対し、1995年の段階では南極における女性についてより寛容になっていることに気づいた。また、1990年代半ばまでには、基地長を務める女性の一人であるアン・ピープルズは、南極において女性はすでに転換点に達しており、南極に女性が滞在していることはより普通のことになっていると感じた。南極大陸にはいまだに「女性は氷の上にいるべきではない」という意見を述べるのに躊躇しない男性もいたものの、他の多くの男性は自分の同僚や友達となる女性がいることを楽しんでいるようであった。このころになると、女性たちは「女性が南極に行くことは今では当たり前のことになっている」と感じるようになったという。
2000年代（2000年 - 2009年）初頭に行われた研究では、南極の調査隊に女性の隊員がいることは、総合的に評価すれば有益であることが明らかになった。やはり2000年代（同上）初頭には、ロビン・バーンズは、南極大陸で自身の経験を楽しんだ女性科学者たちは自身の科学的な作品を終えることができるようになったり、計画をその完結まで見通すことができるようになったりといった効果があることを見出した。

## 21世紀における南極と女性

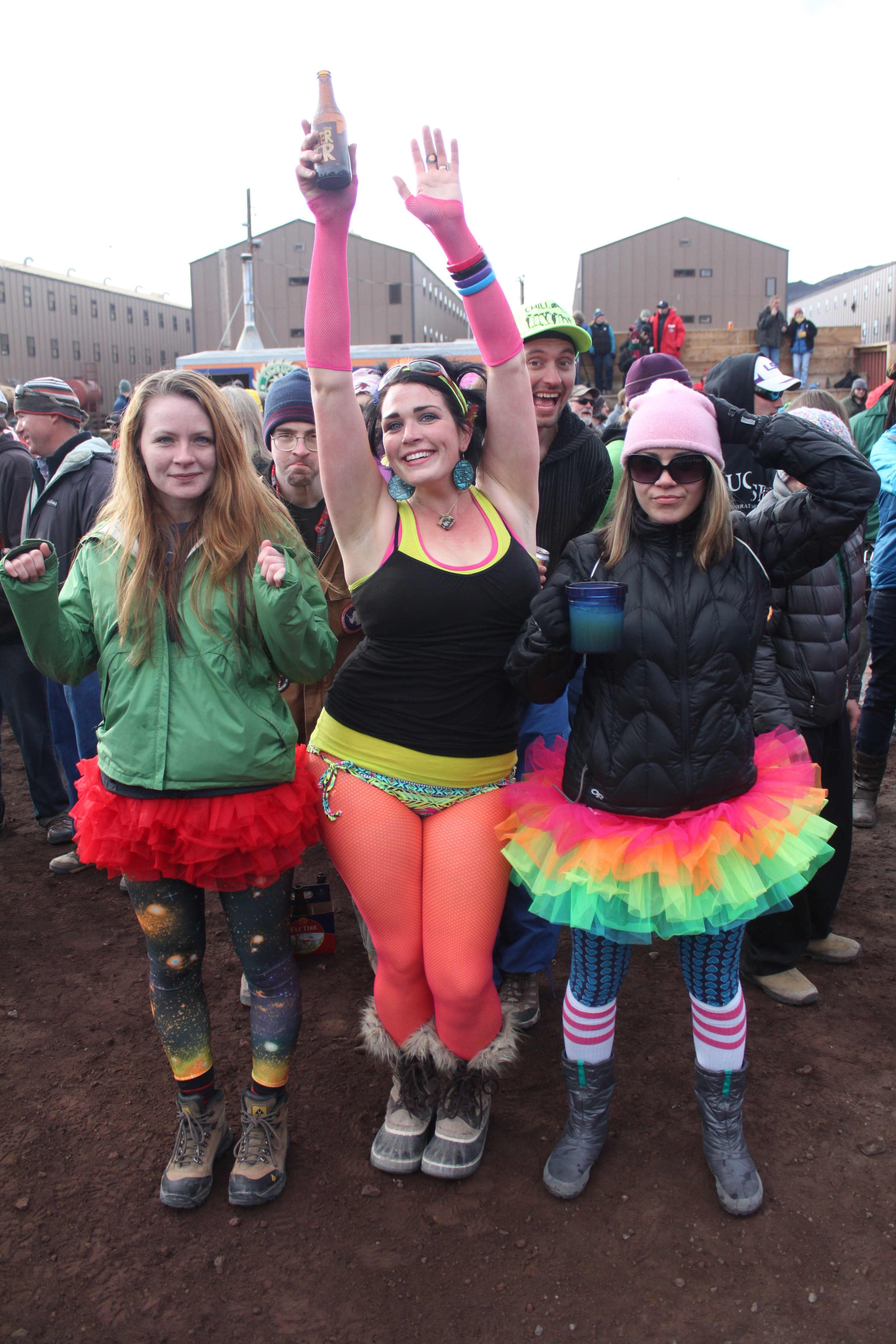
2013年に南極大陸で行われた、女性のための祝典。

2003年にアメリカ合衆国のリン・コックスは、南極海で1マイル（約1.6 km）の遠泳に成功した。
2005年には、作家のグレッチャン・レグラーは、どのようにして南極大陸は以前よりはるかに多くの女性を受け入れるようになったのか、そしてその中の一部はレズビアンであるのかについて描写した。2012年には、50人を超える女性が南極大陸で国際女性デーを祝った。この数字は、当時国際的な南極の探検に参加していた女性の70%を占めていた。2013年には、オランダが南極に最初の実験室を開いた。その際に、コリーナ・ブルサードが実験室の設営を補助した。
オーストラリアのホームワード・バウンドは、女性の科学への参加を促すためにデザインされた10年間のプログラムである。2016年には、最初の全員が女性で構成される大人数（78人の隊員）の探検隊を南極大陸に送り込むことを計画していた。76人の女性で構成される最初の探検隊は2016年12月に南極大陸に到着し、南極大陸には3週間滞在した。ホームワード・バウンドはフェビアン・ダットナーとジェシカ・メルボルン・トーマスによって設立され、ダットナー・グラントがプロジェクトへの参加者から1万5000ドルを徴収することによって資金を調達することになっている。ホームワード・バウンドには女性の事業家や気候変動に注目している女性の科学者、女性の指導者などが加入している。最終的な計画は科学界を先導する意欲のある1000人の女性のネットワークを構築することである。最初の航海は2016年12月に南アフリカ共和国を出航している。
2015年には、全員が女性で構成されるイギリス陸軍の兵士のチーム「エクササイズ・アイス・メーデン」がメンバーの募集を開始した。目標は2017年に他からの援助を受けずに南極大陸を横断することであった。これには、南極の夏の過酷な環境の中で女性がどのようなパフォーマンスを発揮できるのか調査する目的もあった。2017年11月20日に6人の女性で構成されるチームは南極大陸横断を初め、62日後に無事ゴールした。
2016年現在、極地初期キャリア科学者協会 (APECS)の会員の55%を女性が占めている。また、2016年には、南極点に滞在している全研究者のうち3分の1近くが女性であった。オーストラリア南極プログラム (AAP)は「女性を採用する意識的な努力を行っている」としている。
現在では、「極地科学における女性」というテーマのソーシャルメディアのネットワークが構築されている。これは北極や南極で調査や研究に携わる女性の科学者どうしの連絡を密にし、知識・経験・機会などを交換して共有するためのプラットフォームを供給することを目的としている。

## セクシャルハラスメントと女性差別
重機オペレーターのユリア・ウベルアガが1970年代末から1980年代初頭にかけて初めて南極大陸に行った際のことについて、彼女は「男性たちは自分のことをじろじろ見てきたし、いやらしい目つきで私の方を見ることもあった。他にも、私は業務において歓迎されていないとわざわざ知らせて来ることもある」と回想している。ウベルアガと同じ時期に南極大陸に行ったリタ・マシューズは「男性たちは自制心を失っていた。その中の数人は私の後を付けて来ることを決してやめようとしなかった」と述べている。1983年に、マリリン・ウッディーはマクマード基地での暮らしについて描写し、「南極での暮らしはこちらの全ての注意力を基地にいる全ての男性に向け、頭を回転させていなければならないものである」と述べた。そして、ウッディーは「あなたは自分の頭の上にかばんを乗せることができ、それでも彼らは私に恋をしていることに気づくでしょう」と書いている。
もう一人の科学者、シンシア・マックフィーは、自身のいた基地について、「男の友情」から完全に締め出されており、長い期間にわたって孤独をやり過ごさなければならなかったと振り返っている。南極点で越冬した2人目の女性となったマーサー・ケインは男性から「否定的な圧力」を受け、そのうちの何人かからは「自分が男の世界で起きた出来事を当てこするはけ口として見られている」という経験をした。
1990年代に、南極大陸に滞在している何人かの女性はスティグマに陥った。彼女らは男性との関係を持てば「売春婦」とのレッテルを張られ、男性との関係を持たなかった人は「ダイク」（英語でレズビアンを表す侮辱語）と呼ばれるというジレンマに陥ったのである。
1990年代後半から2000年代（2000年 - 2009年）初頭にかけて、女性たちは南極での業務が「母親として必要な事物に全く同情的ではなく、妊娠中の女性が南極大陸で出産しないようにするための方策に重大な懸念がある」と感じていた。
セクシャルハラスメントも、南極大陸に滞在する女性にとって未だに大きな問題となっている。多くの女性科学者は何度も何度も繰り返し、望んでいない性的な誘惑に対して処理することを迫られている。南極では女性は艦隊での業務や職人としての業務など、多くの職種において男性よりも不利であり続けている。
オーストラリア南極観測局などのいくつかの組織では、セクシャルハラスメントと性別に基づく差別に対処するための方針を策定し、発効させている。アメリカ合衆国南極プログラム(USAP)でも女性やマイノリティーに適用される方針を定めている。

## 女性による記録の更新
シルヴィア・モーレラ・デ・パルマは南極大陸で出産をした最初の女性であり、1978年1月7日に体重3.4 kg (7 lb 8 oz)のエミリオ・パルマを出産した。
1988年、アメリカ合衆国のリサ・デンスモアは、南極大陸の最高峰であるヴィンソン・マシフ山に登頂した最初の女性となった。
1993年、アメリカのアン・バンクロフトの率いる探検隊が、全員が女性で構成される探検隊として初めて南極点に到達した。バンクロフトとノルウェーのリブ・アーネセンは2001年に、南極大陸をスキーで横断した初めての女性となった。
2010年、南極のマクマード基地にアメリカ空軍のローラ・アデリア中佐が教会を開設し、南極大陸で活動する初めての女性の牧師となった。
2013年にはマリア・レイジャースタムが、南極大陸の端から自力で漕ぐ乗り物で南極点に到達した最初の人となった。レイジャースタムは リカンベント式の三輪車で南極点に到達した。
2020年、アーニャ・ブラッハは南極で最も長い間単独・無補給・無補助の探検を行った女性としての記録を更新した。

## 主な受賞
1975年、エレナー・ハニーウィルはイギリス南極研究所よりフックスメダルを受賞した最初の女性となった。
1986年、ジニー・ファインズは女性として初めて極地メダルを受賞した。この賞はファインズのトランスグローブ探検の功績を称えたものであった。ファインズは北極と南極の両方で越冬を経験した初めての女性でもあった。
1989年には、女性として初めてデニース・アレンがオーストラリア南極メダルを受賞した。